# Shion Homma
Shion Homma (jap. 本間 至恩, Homma Shion; * 9. August 2000 in Murakami, Präfektur Niigata) ist ein japanischer Fußballspieler. 

## Karriere
Shion Homma erlernte das Fußballspielen in der Jugendmannschaft von Albirex Niigata. Hier unterschrieb er 2019 auch seinen ersten Profivertrag. Der Verein aus Niigata, einer Großstadt in der gleichnamigen Präfektur Niigata auf der Insel Honshū, spielte in der zweithöchsten japanischen Liga, der J2 League. Als Jugendspieler kam er 2018 einmal in der zweiten Liga zum Einsatz. Nach insgesamt 123 Zweitligaspielen wechselte er im Sommer 2022 nach Europa. Hier unterschrieb er in Belgien einen Vertrag beim belgischen Erstdivisionär FC Brügge.
Homma wurde zunächst hauptsächlich beim Club NXT eingesetzt, der U 23-Mannschaft, die ab der Saison 2022/23 in die zweite belgische Liga eingegliedert wurde. Insgesamt kam er in der Saison 2022/23 auf 23 von 32 möglichen Spielen für die zweite Mannschaft, bei denen er vier Tore schoss. Zusätzlich wurde er in den letzten zwei Play-off-Spielen der Meisterrunde, die für den FC Brügge sportlich ohne Bedeutung waren, jeweils kurz vor Ende eingewechselt.
In der Saison 2023/24 wird er auch im Kader der A-Mannschaft gelistet. Hier kam er zu zwei Kurzzeiteinsätze bei 40 möglichen Ligaspielen, zu einem weiteren bei einem Pokalspiel sowie zweien im Europapokal. Er wurde mit dem FC Brügge belgischer Meister. Dazu kamen 24 von 30 möglichen Ligaspielen für Club NXT.
Anfang Juli 2024 wechselte er zurück nach Japan zu Urawa Red Diamonds. Ende März 2025 wechselte er auf Leihbasis zum ebenfalls in der ersten Liga spielenden Cerezo Osaka.

## Erfolge
FC Brügge
- Belgischer Meister: 2023/24